# اضطراب الشخصية المازوخية
اضطراب الشخصية المازوخية أو اضطراب الشخصية المحبطة للذات أو اضطراب الشخصية المهزومة ذاتيا أو المنهزمة (بالإنجليزية: Self-defeating personality disorder)‏ أو (بالإنجليزية: masochistic personality disorder)‏ هو اضطراب شخصية مقترح، حيث نوقش هذا الاضطراب في ملحق النسخة الثالثة من الدليل التشخيصي والإحصائي للاضطرابات النفسية في عام 1987 لكنه لم يعترف به رسميا.

## التشخيص

### التعريف المقترح في مراجعة الإصدار الثالث من الدليل التشخيصي (DSM III- R) لمزيد من المراجعة
اضطراب الشخصية المنهزمة يتميز بـ:
- نمط متوغل من السلوكيات المنهزمة، يبدأ مبكرا في مرحلة المراهقة، ويمتد لفترات متباينة، وغالبا ما يتجنب الشخص التجارب الممتعة، ويتورط في العلاقات والمواقف حيث يعاني خلالها، ويمنع الاخرين من مساعدته، ويمتاز بواحدة من الخمس الآتية:

1. يختار الأشخاص والمواقف التي تسبب له الإحباط والفشل، أو سوء المعاملة، على الرغم من توافر خيارات أخرى أفضل يمكن أن يتجنب بها ما سبق.
2. يرفض محاولات الاخرين مساعدته.
3. يتفاعل مع المواقف الايجابية بالاكتئاب والذنب أو سلوكيات أخرى تتسبب في أحداث الألم له.
4. يستجلب الغضب وسوء المعاملة من الآخرين ويشعر بالذنب بعد ذلك.
5. يرفض فرص التجارب الممتعة، ويعترض على اسعاد نفسه.
6. عدم القدرة على إنجاز مهماته الشخصية رغم امتلاك القدرة على إنجازها.
7. يرفض الأشخاص الذين يتعاملون معه بصورة جيدة.
8. يتورط في التضحية المفرطة بالذات بدون طلب من الآخرين.

- أن لا تكون السلوكيات السابقة هي نتيجة مشكلة حالية كالاعتداء الجسدي أو الجنسي.
- أن لا تكون السلوكيات السابقة تحدث فقط أثناء نوبات الاكتئاب، وإنما بصورة ثابتة.

### الاستبعاد من الإصدار الرابع من الدليل التشخيصي (DSM -IV)
ارتبط المازوخية تاريخيا بالخضوع الأنثوي، وأصبح هذا الاضطراب مثيرا للجدل سياسيا عندما ارتبط بالعنف المنزلي والذي كان يعتبر أن يكون الذكور سبب في معظمها، إلا أنه وعلى الرغم من ذلك فهناك عدد من الدراسات التي تشير إلى أن المازوخية اضطراب شائع، وعلى الرغم من استبعادها من الدليل التشخيصي DSM -IV في عام 1994، فإنه لا يزال يتمتع بتداول واسع الانتشار بين الأطباء بوصفه بناء أو مركب يفسر عدد كبير من جوانب السلوك البشري. بينما الماسوشية الجنسية لا تزال في DSM -IV.

### تقسيمات ميون الفرعية
قسم العالم النفسي ثيودور ميون اضطراب الشخصية المازوخية لأربعة أنواع:
| النوع الفرعي | الوصف                    | الصفات الشخصية |
| ------------ | ------------------------ | --- |
| القوي        | يتضمن صفات هيستيرية      | غير أناني بشكل مفتخر، منكر لذاته، ومضحي بنفسه؛ وزاهد؛ صالح، وقديس. ويجب أن يدرك الآخرون الولاء والإخلاص، ويتوقع الشكر والتقدير للإيثار والتسامح.                                                    |
| التملكي      | يتضمن صفات سلبية عدوانية | يسحر ويوقع غيره بشركه عن طريق الغيرة، مفرط للحماية، ولا مفر منه. يحاصر، ويتولي السيطرة، ينتصر، ويستعبد، ويهيمن على الآخرين من خلال كونه قرباني تجاه الخطأ. التحكم عن طريق الاعتماد الجبري أو القسري |
| المعطل للذات | يتضمن صفات تجنبية        | "يدمره النجاح"، وينتصر من خلال الهزيمة، يشعر بالامتنان في المصائب الشخصية، والفشل، والإذلال، والمحن، يختار أن يكون ضحية، ومهان.                                                                     |
| المضطهد      | يتضمن صفات اكتئابية      | تجارب بؤس حقيقية، يأس ومشقة وكرب والام مبرحة، ومرض، يستخدم المظالم لخلق الشعور بالذنب في الآخرين؛ ينفث الاستياء عن طريق الإعفاء من المسؤوليات وإثقال كاهل "الظالمين".                               |